# Benvenuto Bertoni
Benvenuto Bertoni (Falvaterra, 1º gennaio 1889 – Roma, 31 dicembre 1971) è stato un funzionario italiano, fratello maggiore della studiosa e pedagoga Dina Bertoni Jovine.

## Biografia
Laureato in Scienze Politiche diventa funzionario nella pubblica amministrazione.
Dal 1953 al 1956 ha ricoperto la carica di ragioniere generale dello Stato.
Amico di molti personaggi illustri dell'epoca, sia nel campo dell'economia che della letteratura e dell'arte, ebbe rapporti di grande stima anche con il pittore Renato Guttuso che gli venne presentato dal cognato Francesco Jovine. Negli anni che seguirono, venne incaricato di dirigere in qualità di commissario nazionale la Gioventù Italiana.
Nell'agosto del 1960 divenne direttore generale dell'Istituto della Enciclopedia Italiana, più comunemente conosciuta col nome di Enciclopedia Treccani.